# Kościół i Klasztor oo. Franciszkanów w Krośnie
Klasztor oo. franciszkanów z kościołem pw. Najświętszej Marii Panny znajdują się w Krośnie przy ul. Franciszkańskiej, nieopodal rynku.

## Franciszkanie w Krośnie
Nie wiemy dokładnie, kiedy franciszkanie przybyli do Krosna i z której strony. Można przypuszczać, że było to nawet już w połowie XIII stulecia, krótko przed najazdem tatarskim w 1241 roku, lub tuż po nim, kiedy to w wyludnionym rejonie krośnieńskim wzmogło się osadnictwo polskie i niemieckie. Krosno nie należało do diecezji krakowskiej i dlatego zostało objęte działalnością misyjną franciszkanów. Początkowo franciszkanie przebywali w starej, rolniczej osadzie krośnieńskiej, na prawym brzegu Wisłoka, dziś zwanej „Zawodziem”. Tam były sołtys Jan darował franciszkanom łan pola i ogród. Tradycja podaje, że najpierw zatrzymali się przy kaplicy pod wezwaniem Przemienienia Pańskiego, która była pod zarządem miasta. Z czasem wznieśli drewniany klasztor i takiż kościół. Podanie ludowe głosi, że krzyż, który jeszcze krótko po ostatniej wojnie stał na Zawodziu, był ustawiony na miejscu dawnego kościoła franciszkańskiego.
Klasztor krośnieński nigdy nie posiadał dokumentu fundacyjnego. Przyjmuje się, że oficjalne osadzenie franciszkanów w Krośnie miało miejsce dopiero w 1378 r. decyzją biskupa przemyskiego Eryka, także franciszkanina.
W roku 1399 w wielkim pożarze Krosna spalił się drewniany kościół i klasztor franciszkanów. Wtedy bracia postanowili przenieść się w obręb murów miejskich, czyli z prawej na lewą stronę Wisłoka. Dnia 13 lutego 1400 roku gwardian Mikołaj i jego współbracia zawarli umowę z dziedzicznym wójtem Krosna Piotrem, radnymi miasta i mistrzami cechów, na mocy której za 300 grzywien groszy praskich zakupili czworokątną parcelę na terenie miasta. Teren ten był położony w jego południowo-wschodniej części, w narożniku muru zbudowanego przez króla Kazimierza Wielkiego, między dwoma basztami, w pobliżu Bramy Węgierskiej. Mnisi rozpoczęli zaraz budowę murowanego kościoła oraz drewnianego klasztoru i „szpitalika” (przytułku) dla starców, wspartych o miejskie mury. Król Władysław Jagiełło w czasie swego pobytu w Krośnie, jesienią 1407 roku, zatwierdził kontrakt kupna przez franciszkanów terenu w obrębie murów miasta, zwolnił klasztor z podatków i ciężarów państwowych na tej parceli w mieście, na której już wtedy stanęły budynki sakralne, jak i na majątku za Wisłokiem, który niegdyś darował im sołtys Jan.
Do początku lat 30. XX wieku klasztor krośnieński (tak jak inne franciszkańskie konwenty na Podkarpaciu) podlegał prowincji we Lwowie, a następnie został podporządkowany prowincji w Krakowie.

## Klasztor franciszkanów
W obecnym kształcie architektonicznym klasztor został wzniesiony na przełomie XV i XVI w. Parterowe zabudowania posadowione zostały w południowo-wschodnim narożniku dawnych murów obronnych. Murowane piętro, wzniesione w 1591 r., ufundował Jerzy Mniszech, wojewoda sandomierski. Pierwotnie klasztor wchodził w skład większego, dobrze ufortyfikowanego kompleksu zabudowań, z których dwa skrzydła, zachowane do dziś, łączące się pod kątem prostym, nakrywał dach pogrążony, zwieńczony renesansową attyką. W latach 1438–1440 funkcję gwardiana w klasztorze sprawował późniejszy święty, Jan z Dukli.
W podziemiu sklepione piwnice. W refektarzu klasztornym drewniany, belkowany strop z końca XVI w. z łacińską inskrypcją, wyrytą na środkowym tragarzu. Wewnątrz kilka cennych obrazów z XVIII-XIX w. oraz bogata biblioteka.

## Kościół franciszkanów w Krośnie

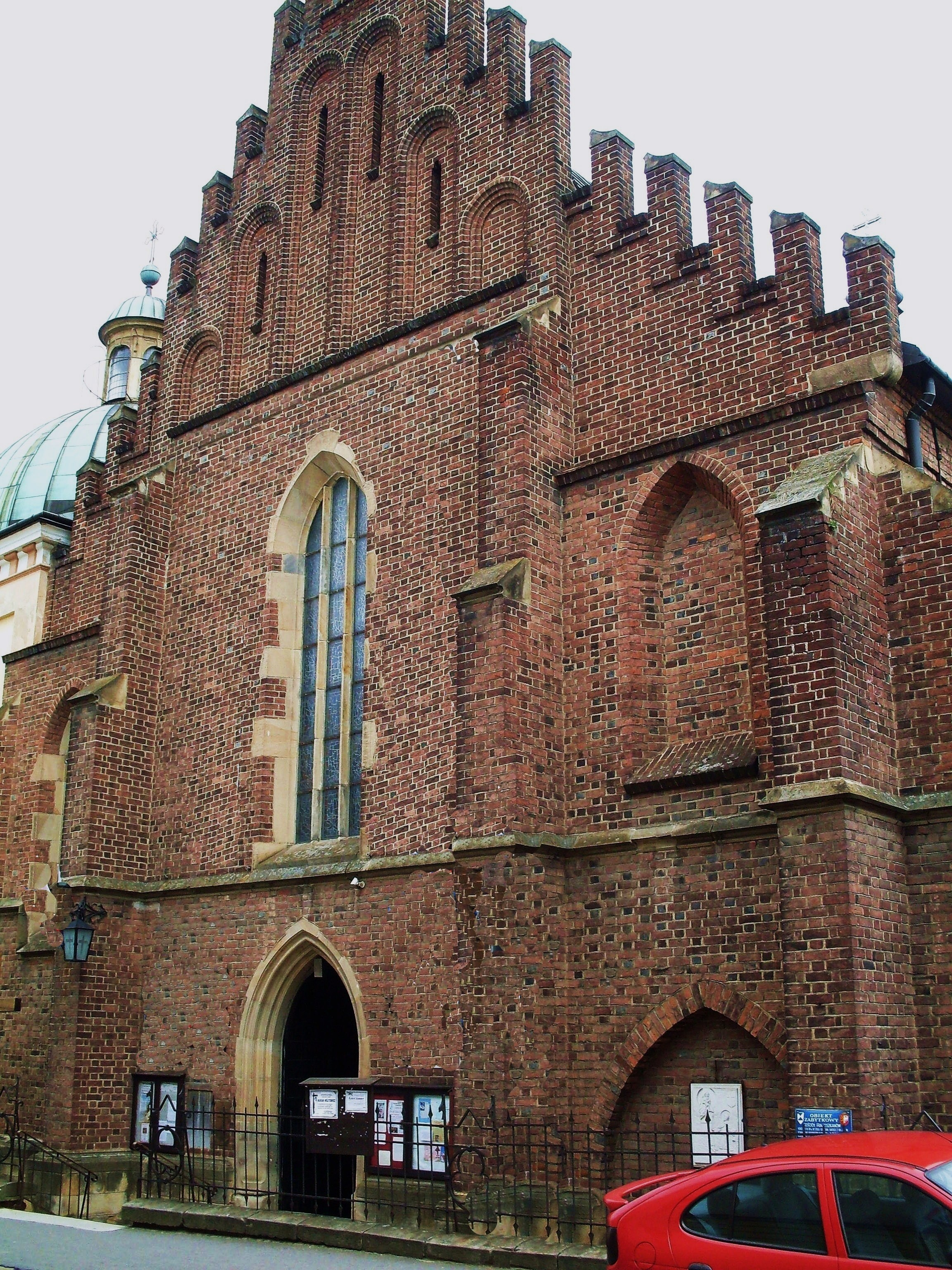
Fasada główna kościoła

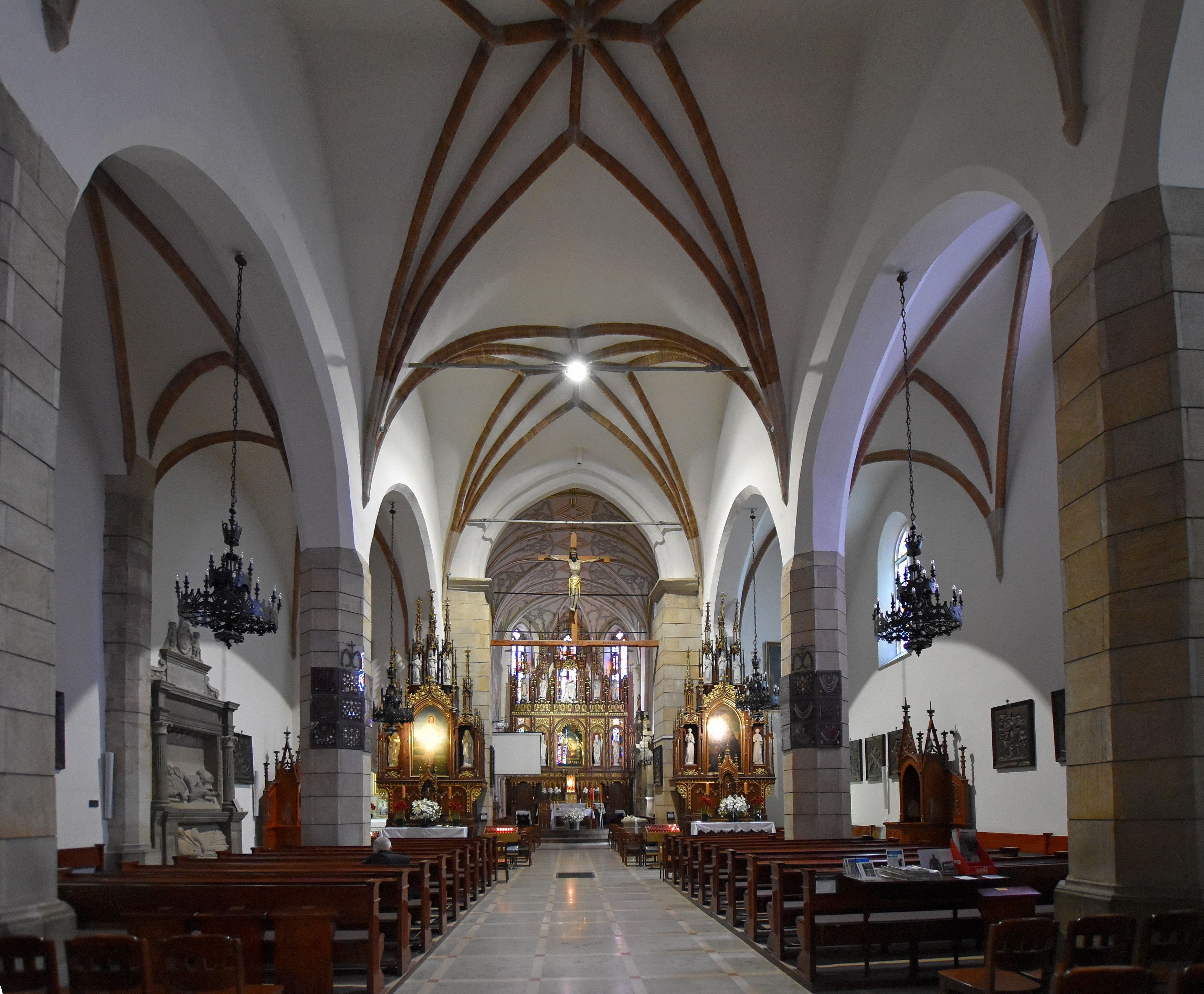
Wnętrze kościoła franciszkanów

Kościół pw. Nawiedzenia Najświętszej Marii Panny. Murowany z cegły (częściowo z późniejszą okładziną kamienną), gotycki, budowany był etapami od początku XV do początków XVI w. (w 1510 r. nie był jeszcze ukończony). Pierwszy kościół, ukończony już w 1402 r., stanowiły dzisiejsze zamknięte trójbocznie prezbiterium oraz przylegająca do niego od pn. zakrystia. W ciągu XV w. dobudowano halowy, trójprzęsłowy korpus. W tym samym wieku powstała od pn. gotycka kaplica pw. Przemienienia Pańskiego. W jej ołtarzu, obecnie barokowym, przez wieki znajdował się obraz przedstawiający Przemienienie Pańskie, obecnie jest tam obraz św. Jana z Dukli. W 1613 r. od strony pd. dobudowano Kaplicę Różańcową. Ośmiokątna, nakryta kopułą zwieńczoną latarnią, renesansowa kaplica została ufundowana przez Aleksandra Konwickiego dla Bractwa Różańcowego. W 1618 r., również od strony pd., dobudowana została nieistniejąca dziś Kaplica Męki Pańskiej, rozebrana na początku XIX w. W latach 1647–1648 od strony pn. powstała wczesnobarokowa Kaplica Oświęcimów pw. Najświętszej Maryji Panny i św. Stanisława ze Szczepanowa.
W 1872 r. prawie cała świątynia została zniszczona przez pożar. W 1880 r. kościół otrzymał nowy dach, a w latach 1899-1904 dokonano jego gruntownej restauracji pod kierunkiem architekta Tadeusza Stryjeńskiego i inż. Wiktora Sikorskiego. W jej wyniku przywrócono niektóre elementy pierwotnego wyglądu kościoła, w tym gotyckie okna i wystrój fasady frontowej. Kolejne prace konserwacyjne miały miejsce w latach 1968-1971, kiedy wykonano m.in. kamienne okładziny filarów wspierających nawy.
Kościół w obecnym kształcie stanowi dość obszerną, trójnawową budowlę z wydłużonym, wielobocznie zamkniętym prezbiterium. Ceglana fasada frontowa trójdzielna, z wielkim XVI-wiecznym gotyckim oknem pośrodku, zwieńczona szczytem z wydatnym krenelażem. Prezbiterium i częściowo nawa opięte masywnymi przyporami. Kościół nigdy nie miał wieży. Nawa główna i prezbiterium nakryte są obecnie jednolitym dwuspadowym dachem z barokową sygnaturką na kalenicy w miejscu łuku tęczowego, zaś nawy boczne dachami pulpitowymi o nieco mniejszym spadzie.
W nawach późnogotyckie sklepienia z XVI w., w głównej - gwiaździste, w bocznych - krzyżowo-żebrowe. W prezbiterium sklepienie kolebkowe z lunetami z lat 1899-1904, powstałe podczas gruntownej restauracji po pożarze z roku 1872. W kaplicy Przemienienia Pańskiego gotyckie sklepienie krzyżowo-żebrowe z I. połowy XV w. Wejście z prezbiterium do zakrystii obramione kamiennym, późnogotyckim portalem z przełomu XV i XVI w.
Wyposażenie kościoła pochodzi głównie z czasów nowszych. W prezbiterium figuralna polichromia z 1885 r., wykonana przez Jana Tabińskiego, a odnowiona w latach 1968-1971 przez Mieczysława Świerczewskiego. Godne uwagi cenne nagrobki (p. niżej). W ołtarzu głównym znajduje się obraz Matki Boskiej Murkowej, koronowany w 2010 przez ks. kard. Stanisława Dziwisza oraz ks. abpa Józefa Michalika.

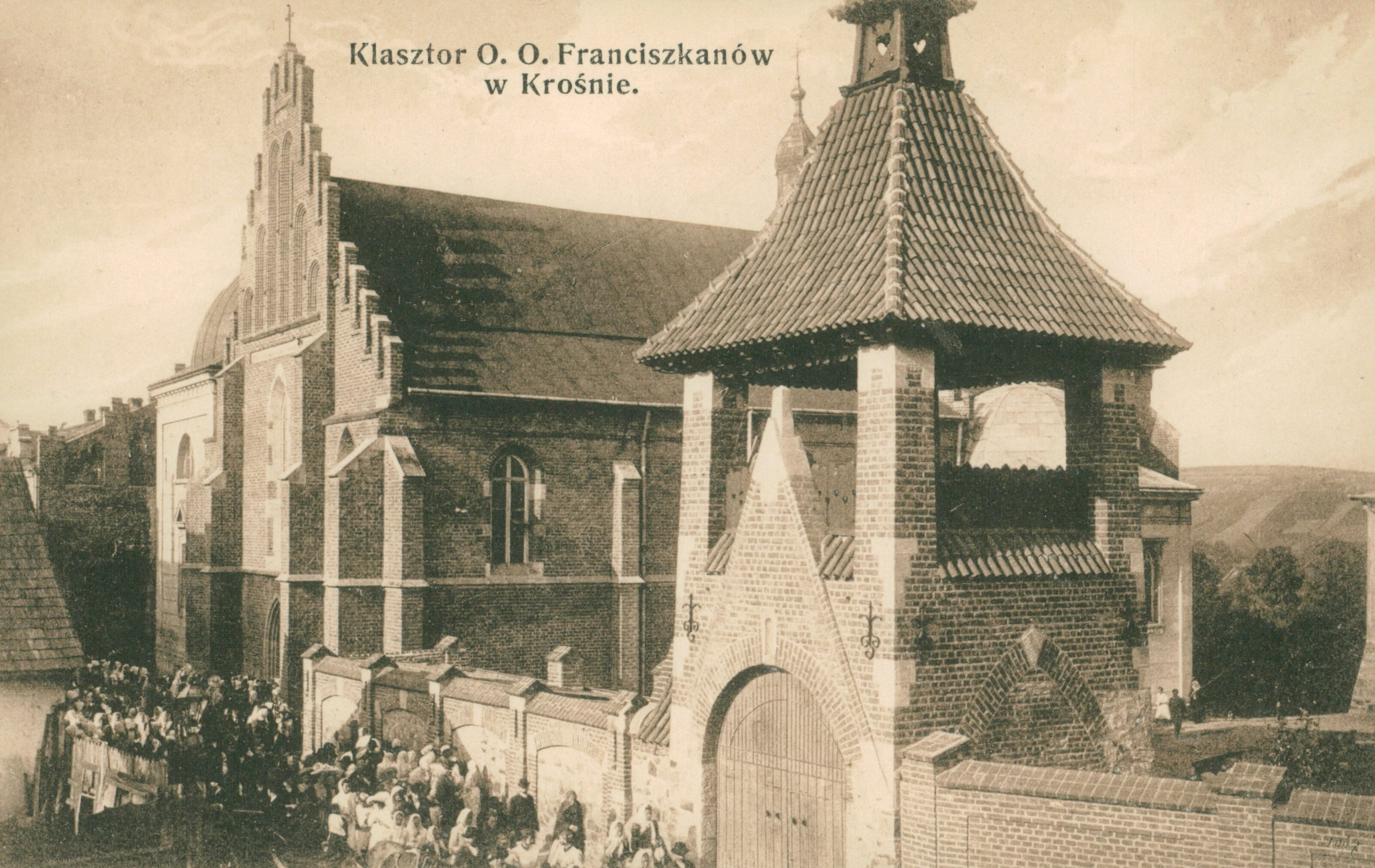
Klasztor około 1906-1926
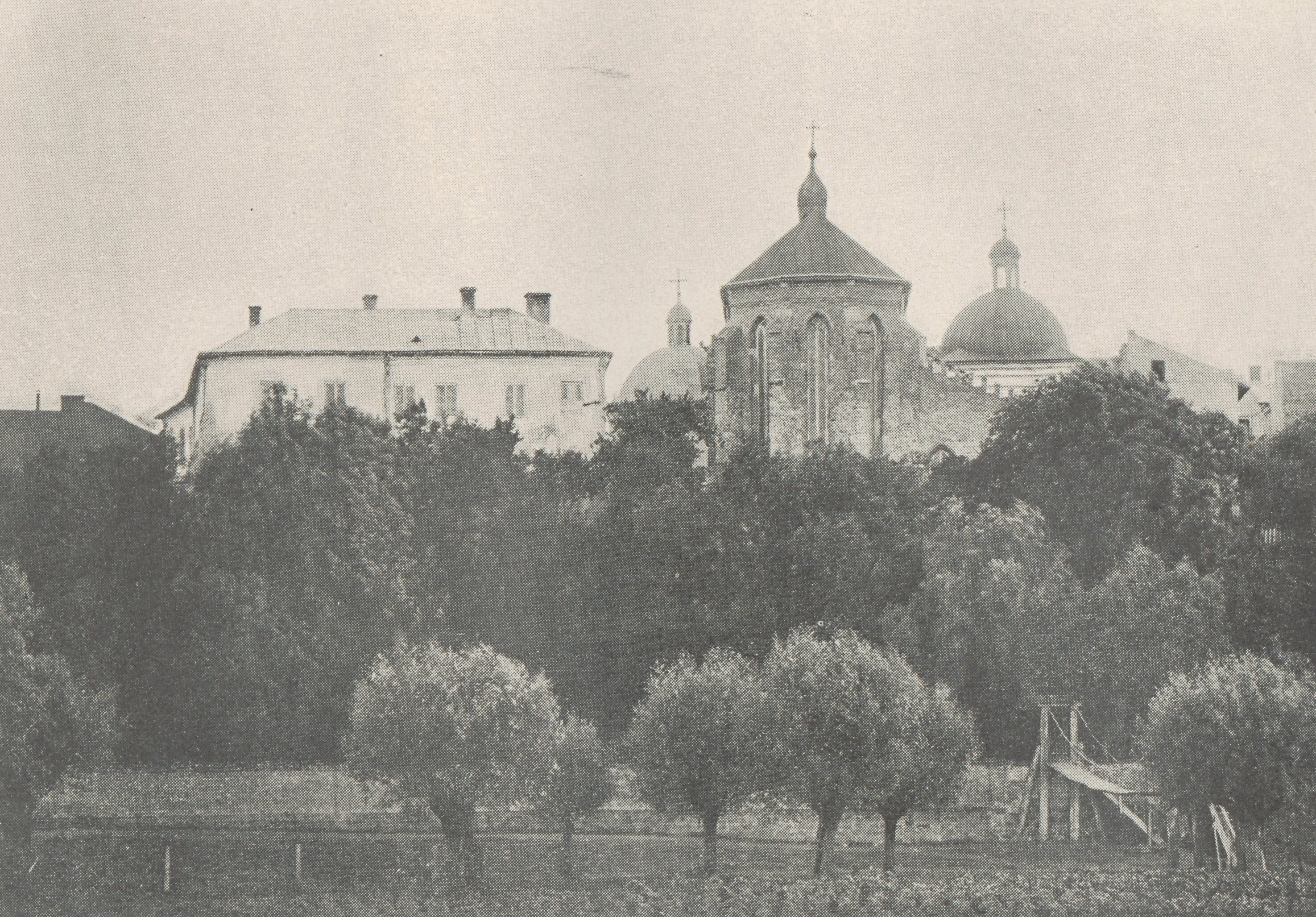
Klasztor i kościół, przed 1910
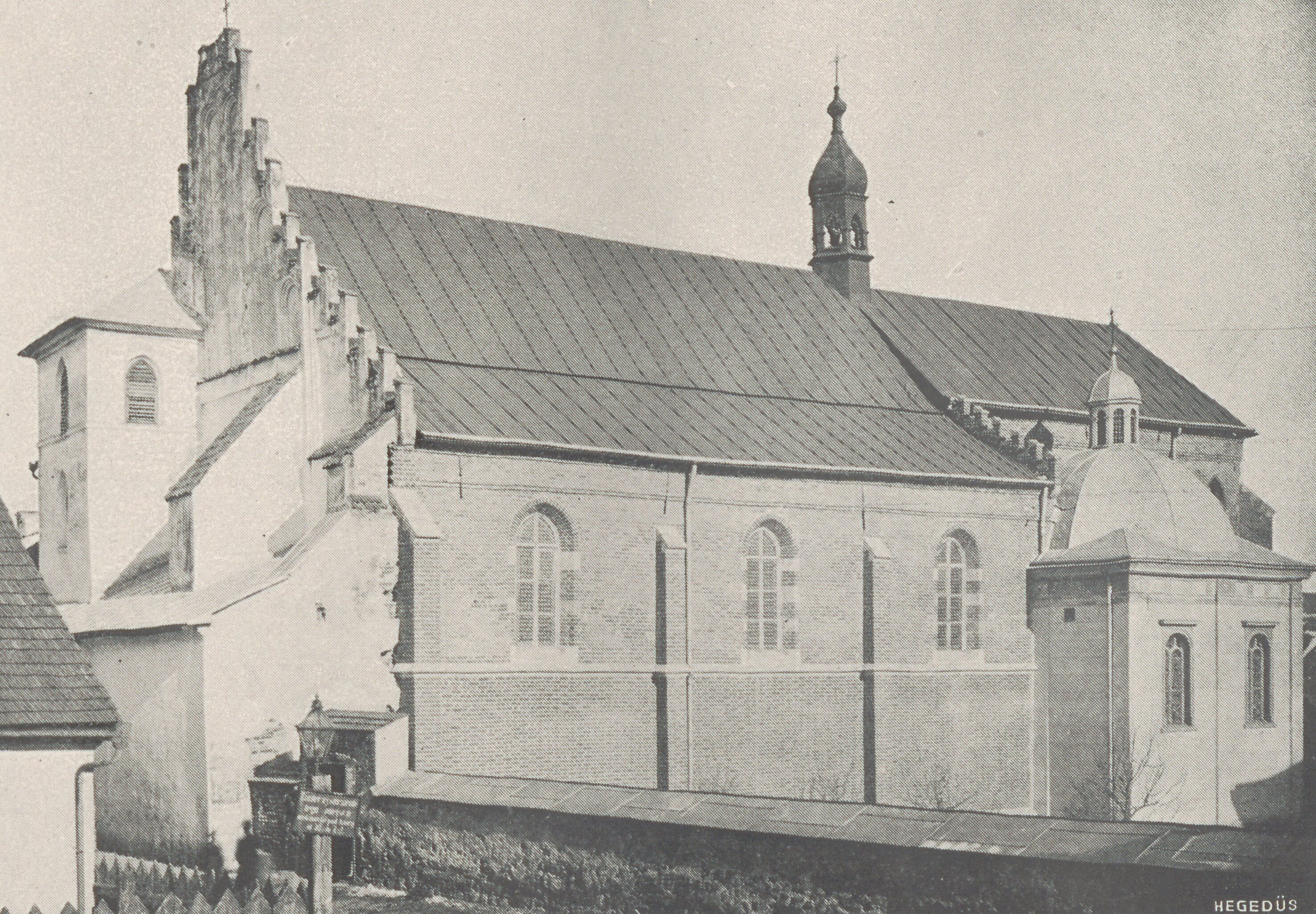
Ściana południowa kościoła, przed 1910

## Nagrobki
W kościele Franciszkanów znajdują się cztery nagrobki – dzieła sztuki rzeźbiarskiej mistrzów polskich i włoskich z okresu renesansu i baroku, przedstawiające w realistycznej formie zmarłe postacie:

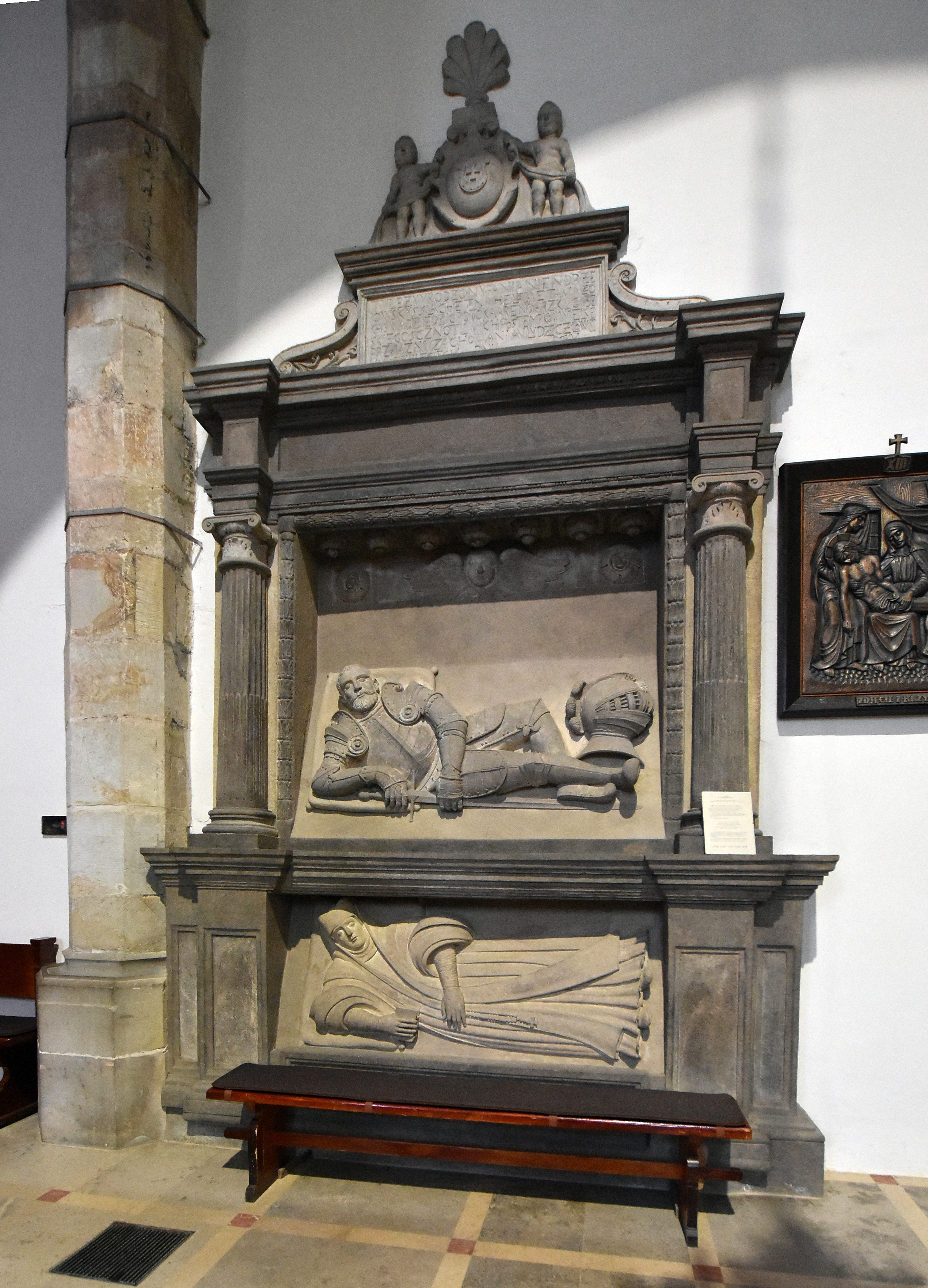
Nagrobek Jana i Elżbiety Jędrzejowskich

- Nagrobek Barbary z Kamienieckich Mniszchowej (zm. ok. 1569) – starościny sokalskiej i łukowskiej. Wykonany przez Jakuba Trwałego – lwowianina. Barbara Mniszech jest matką Jerzego Mniszcha, wojewody sandomierskiego, i babką Maryny Mniszchównej – carycy – żony Dymitra Samozwańca.
- Nagrobek Jana Kamienieckiego (1524 w Odrzykoniu – 5 lutego 1560, syn wojewody podolskiego) – wykonany przez mistrza włoskiego Jana Marię Padovano,
- Nagrobek Jadwigi z Włodków Firlejowej (1530–1609) – siostrzenicy kanclerza Jana Zamoyskiego, żony fundatora Piotra Firleja – Wojewody Lubelskiego, kasztelana zawichojskiego, właściciela Odrzykonia, Czarnorzek i innych miejscowości – dzieło Giovanniego Reitino De Lugano z 1611 r. (zm. ok. 1620).
- Nagrobek dwukondygnacyjny Jana (zm. ok. 1597) i Elżbiety Jędrzejowskich – dziedziców Potoka i klucza beskiego, wykonany przez nieznanego polskiego rzeźbiarza.

Według K. Niesieckiego, znajdował się tutaj nagrobek biskupa przemyskiego Stanisława Tarły.

## Kaplica Oświęcimów

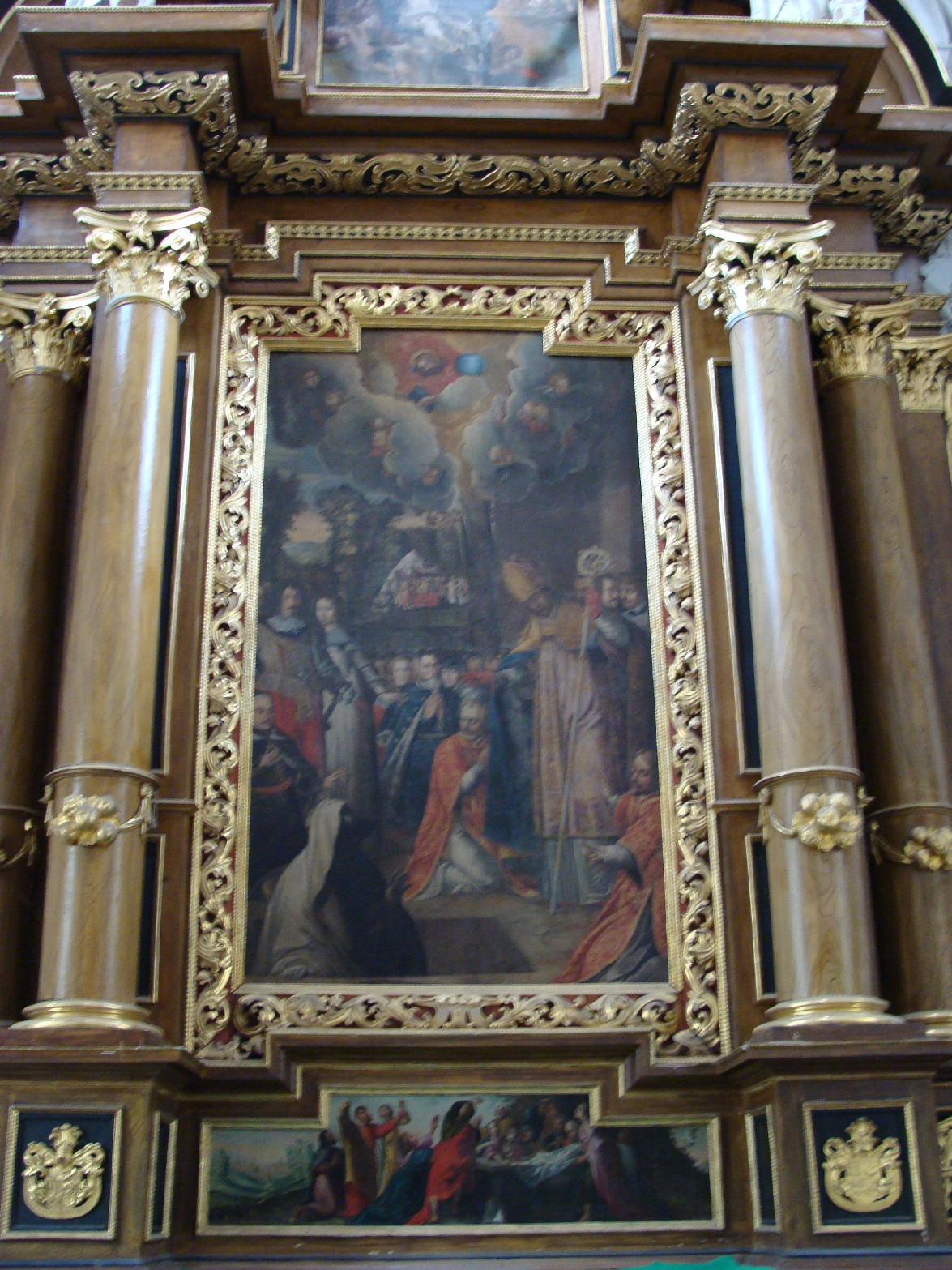
Ołtarz z Wskrzeszeniem Piotrowina w kaplicy Oświęcimów

Kaplica powstała w rekordowo krótkim czasie, od 2 maja 1647 r. do 8 października 1648 r. Fundatorem kaplicy był szlachcic i dyplomata Stanisław Oświęcim, który zlecił jej budowę dla upamiętnienia swej przyrodniej siostry, Anny Oświęcimówny (1626-1647). Kaplicę, dobudowaną od strony pn. do pierwszego przęsła bocznej nawy kościoła projektował mediolański architekt Vincenzo Petroni. Wzniesiona została na planie kwadratu i nakryta kopułą zwieńczoną latarnią. Posadowiona została nieco powyżej poziomu nawy głównej, od której prowadzi do niej kilka schodów oraz marmurowy portal, zamknięty ozdobną kratą. Wnętrze bogato zdobione sztukateriami autorstwa Jana Baptysty Falconiego o motywach małżowinowych kartuszy, panopliów, girland kwiatowych i aniołów.
Obraz w ołtarzu kaplicy przedstawia Wskrzeszenie Piotrowina przez św. Stanisława. Na ścianach obrazy Oświęcimów i ich rodziców: ojca Floriana Oświęcima i jego żon: Barbary z Szamotów Oświęcimowej, Reginy ze Śląskich oraz Jana Oświęcima - podstarościego, podczaszego bielskiego i sędziego sanockiego.
W podziemiach kaplicy znajdują się groby rodzeństwa Anny i Stanisława Oświęcimów, z którymi wiąże się jedna z krośnieńskich legend. Według niej Stanisław Oświęcim zakochał się w swej przyrodniej siostrze Annie, pannie niezwykle pięknej i urokliwej, która miłość tę odwzajemniła. Stanisław miał wybrać się do Rzymu, by uzyskać od papieża dyspensę na ślub. Anna, oczekując go, ciężko zachorowała, a gdy Stanisław wreszcie wrócił z pozwoleniem, zmarła podobno z nadmiaru szczęścia. Legenda Oświęcimów jest młoda, pojawiła się na początku XIX w., w dobie romantyzmu. O sytuacji tej nie wspomina sam Stanisław Oświęcim w prowadzonym przez siebie „Diariuszu”.

## Zakonnicy
Niekompletna lista gwardianów konwentu (klasztoru) franciszkanów w Krośnie:

- o. Wawrzyniec z Krakowa (ok. 1397)[4]
- o. Mikołaj (ok. 1400)[4]
- o. Jan z Dukli (ok. 1453)[4]
- o. Jan ze Saksoni z Mühlhausen (1518-1520)[4]
- o. Walenty (1539-1544)[4]
- o. Aleksy (ok. 1557)[4]
- o. Andrzej Wilczek (ok. 1598)[4]
- o. Marcin Leopolita (pocz. XVII w.)[5]
- o. Klemens Skalmirski (ok. 1604)[4]
- o. Jerzy (ok. 1605)[6]
- o. Kasper z Jarosławia (ok. 1607)[4]
- o. Modest z Krakowa (ok. 1608)[4]
- o. Klemens Skalmirski (1609-1611)[4]
- o. Feliks z Chełmu (1612-1613)[4]
- o. Benedykt z Radzienia z Prus (1613-1615)[4]
- o. Maciej Maurycy, Prokop, z Inowrocławia (ok. 1617, zast.)[4]
- o. Leonard z Krakowa (od 1617 do 1656[7] lub 1660[8])
- o. Symeon Rulikowski (ok. 1647)[8]
- o. Bonawentura Bieniakowski (ok. 1657)[8]
- o. dr Bernardyn Maczewski (ok. 1660)[9]
- o. Idzi Marszczyński (ok. 1664)[8]
- o. Franciszek Jabłoński (ok. 1671)[8]
- o. Hieronim Tabędzki (ok. 1672, prezydent)[8]
- o. Marian Korybski (ok. 1672)[8]
- o. Cyryl Wieruszkowicz (ok. 1676)[9]
- o. Franciszek Tyrawski (ok. 1679)[8]
- o. Kazimierz Smołczyński (ok. 1682)[8]
- o. Cyryl Wieruszkowicz (ok. 1682)[8]
- o. dr Antoni Długosz (1694-1700)[10]
- o. Franciszek Leszczyński (ok. 1695, prezydent)[8]
- o. Jan Barglicki (ok. 1696, prezydent)[8]
- o. Jerzy Słabicki (1704-1708)[11]
- o. Ludwik Molski (1708-1713)[8]
- o. Hipolit Godowski (ok. 1713, komisarz)[8]
- o. Marcian Śmiglowski (ok. 1714, prezydent)[8]
- o. Józef Martynkiewicz (1714-1717)[8]
- o. Wiktoryn Siewiecki (1717-1719)[8]
- o. Piotr Krasowski (1719-1720)[8]
- o. Elzeary Rogowski (1720-1730)[8]
- o. Patrycy Brodowski (ok. 1724)[12]
- o. Jan Chryzostom Skaliński (1730-1734)[8]
- o. Walerian Komodziński (1734-1737)[8]
- o. Józef Krotolski (ok. 1734; prez. o. Piotr Krasowski)[8]
- o. Piotr Krasowski (ok. 1738)[8]
- o. Daniel Barowicz (1739-1740)[8]
- o. Teodozy Zawadzki (ok. 1740-1741)[8]
- o. Mikołaj Buchowiecki (ok. 1742, prezydent)[8]
- o. Adrian Pawłowski (ok. 1742-1743)[8]
- o. Faustyn Bojarski (ok. 1743)[8]
- o. Jacek Łękawski (ok. 1747-1749)[8]
- o. Teodozy Zawadzki (ok. 1750)[8]
- o. Tomasz Hnatowski (ok. 1759)[8]
- o. Jacek Łękawski (ok. 1761)[8]
- o. Jan Mężyński (ok. 1762)[8]
- o. Jacek Pawłowski (ok. 1765)[8]
- o. Józef Rudziński (ok. 1767)[8]
- o. Julian Gomuliński (ok. 1768)[8]
- o. Teodozy Zawadzki (ok. 1772)[8]
- o. Kalikst Kowalski (ok. 1773)[8]
- o. Damian Wolski (ok. 1774)[8]
- o. Teodozy Zawadzki (ok. 1776, prezydent)[8]
- o. Bonawentura Runowski (ok. 1777)[8]
- o. Józef Martynkiewicz (ok. 1781)[8]
- o. Bonawentura Runowski (ok. 1782)[8]
- o. Adam Hartman (ok. 1785)[8]
- o. Tobiasz Sakiewicz (ok. 1786)[8]
- o. Jan Chryzostom Jakubowicz (ok. 1792)[8]
- o. Stanisław Tomczynowski (ok. 1794)[8]
- o. Ambroży Goszczyński (ok. 1801)[8]
- o. Tadeusz Bogucki (ok. 1806)[8]
- o. Stanisław Tomczynowski (ok. 1810)[8]
- o. Benedykt Piotrowski (ok. 1814)[8]
- o. Bernard Zacharyasiewicz (ok. 1820)[8]
- o. Wincenty Gromkowski (ok. 1821)[8]
- o. Rafał Żak (od ok. 1828 do ok. 1831)[13][14][15][16]
- o. Ignacy Ogorzelski (od ok. 1831 do ok. 1832)[17]
- o. Remigiusz Ziegler (od ok. 1832 do ok. 1835)[18][19][20][8]
- o. Karol Burdziński (komisarz od ok. 1835 do ok. 1837[21][22], gwardian od ok. 1837 do ok. 1839[23][24]
- o. Dominik Skowroński (od ok. 1839 do ok. 1841)[25][26][8]
- o. Paweł Gracowski (od ok. 1841)[27]
- o. Cyprian Sułkowski (do ok. 1844)[28][8]
- o. Hieronim Głód (od ok. 1845)[29][30]
- o. Kornel Motylewicz (od ok. 1852 do ok. 1858)[31][32][33][34][35]
- o. Wawrzyniec Ferentsak (od ok. 1858 do ok. 1866)[36][37][38][39][40][41][42][43][44][45][46][47]
- o. Innocenty Nycz (od ok. 1867 do ok. 1871)[48][49][50][51][52][53][54]
- o. Marcin Czerwiński (od ok. 1871[55] do ok. 1874)[56][57][58][59][60]
- o. Antoni vel Piotr Kowalik[61] (od. ok. 1874 do ok. 1879)[62][63][64][65][66][67][68][69][70][71][72]
- o. Urban Ochęduszka (od ok. 1879 do ok. 1883)[73][74][75][76][77][78][79][80]
- o. Bronisław Kuś (od ok. 1883 do ok. 1884)[81][82][83]
- o. Romuald Piechowicz (od ok. 1884 do ok. 1885)[84][85][86]
- o. Kamil Matejkiewicz (od. ok. 1885 do ok. 1886)[87][88][89]
- o. Innocenty Nycz (od ok. 1886 do 1889)[90][91][92][93][94][95][96]
- o. Kasjan Serwin (od 1889 do ok. 1895)[97][98][99][100][101][102][103][104][105][106][107][108][109][110][111]
- o. Zygmunt Tomczykowski (ok. 1894/1895)[112][8]
- o. Daniel Bieleń (od 1895 do ok. 1899)[113][114][115][116][117][118][119][8]
- o. Karol Olbrycht (od 1899 do 1902)[120][121][122][123][124][125][126][127][128]
- o. Zygmunt Tomczykowski (od 1902 do I 1904)[129][130][131][132][133][128]
- o. Alojzy Karwacki (od I 1904 do ok. 1905)[134][135][8]
- o. Karol Olbrycht (od ok. 1905 do ok. 1908)[136][137][138][139][140][141][8]
- o. Ludwik Pachowicz (od ok. 1908 do ok. 1909)[142][143][144][8]
- o. Daniel Bieleń (od 1909 do ok. 1910)[145][146]
- o. Norbert Sobolewski (od ok. 1910 do ok. 1915)[147][148][149][150][151][152][153][154]
- o. Kamil Matejkiewicz (ok. 1916)[155]
- o. Sebastian Radwański (od ok. 1917)[156][157][158]
- o. Paweł Pelczar (w latach 20.)[159]
- o. Zygmunt Tomczykowski (do ok. 1930)[160][161][162]
- o. Ferdynand Świerczyński (pocz. lat 30)[163].
- o. Hugo Czyż (ok. 1934)[164]
- o. Ferdynand Świerczyński (ok. 1935)[165]
- o. Konrad Wawrzyńczyk (ok. 1937)[166]

## Galeria

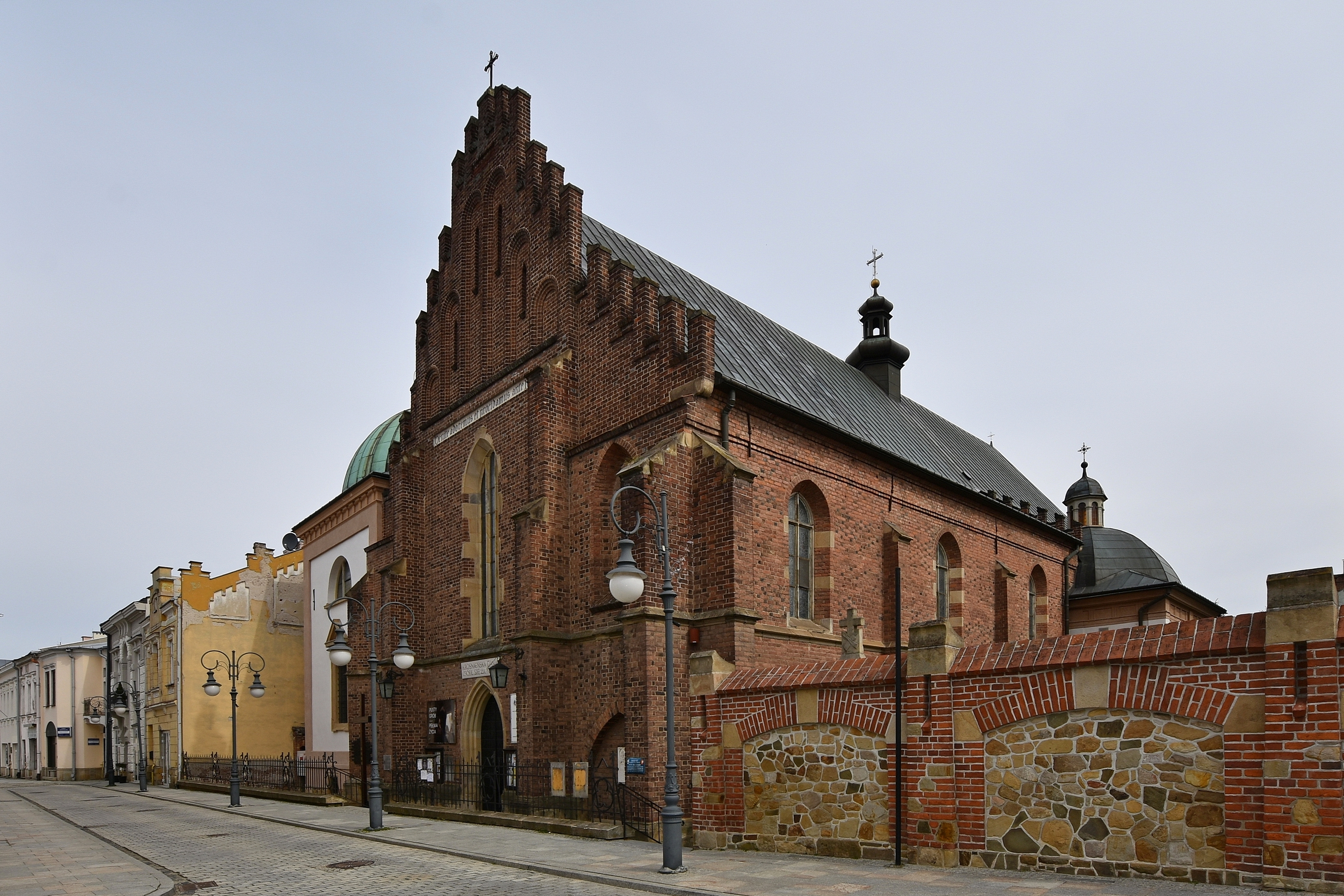
Kościół od strony ulicy Franciszkańskiej
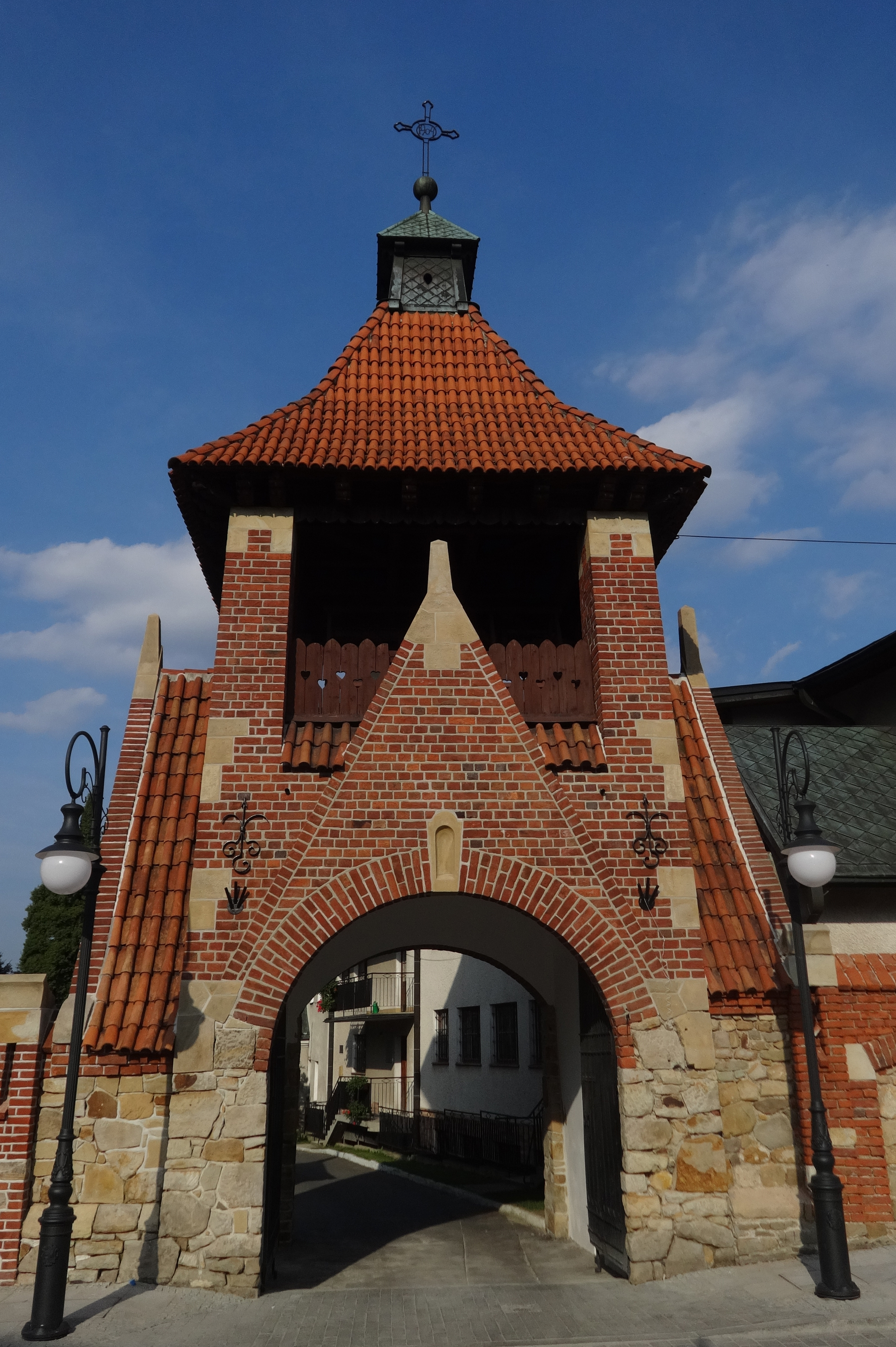
Brama z dzwonnicą
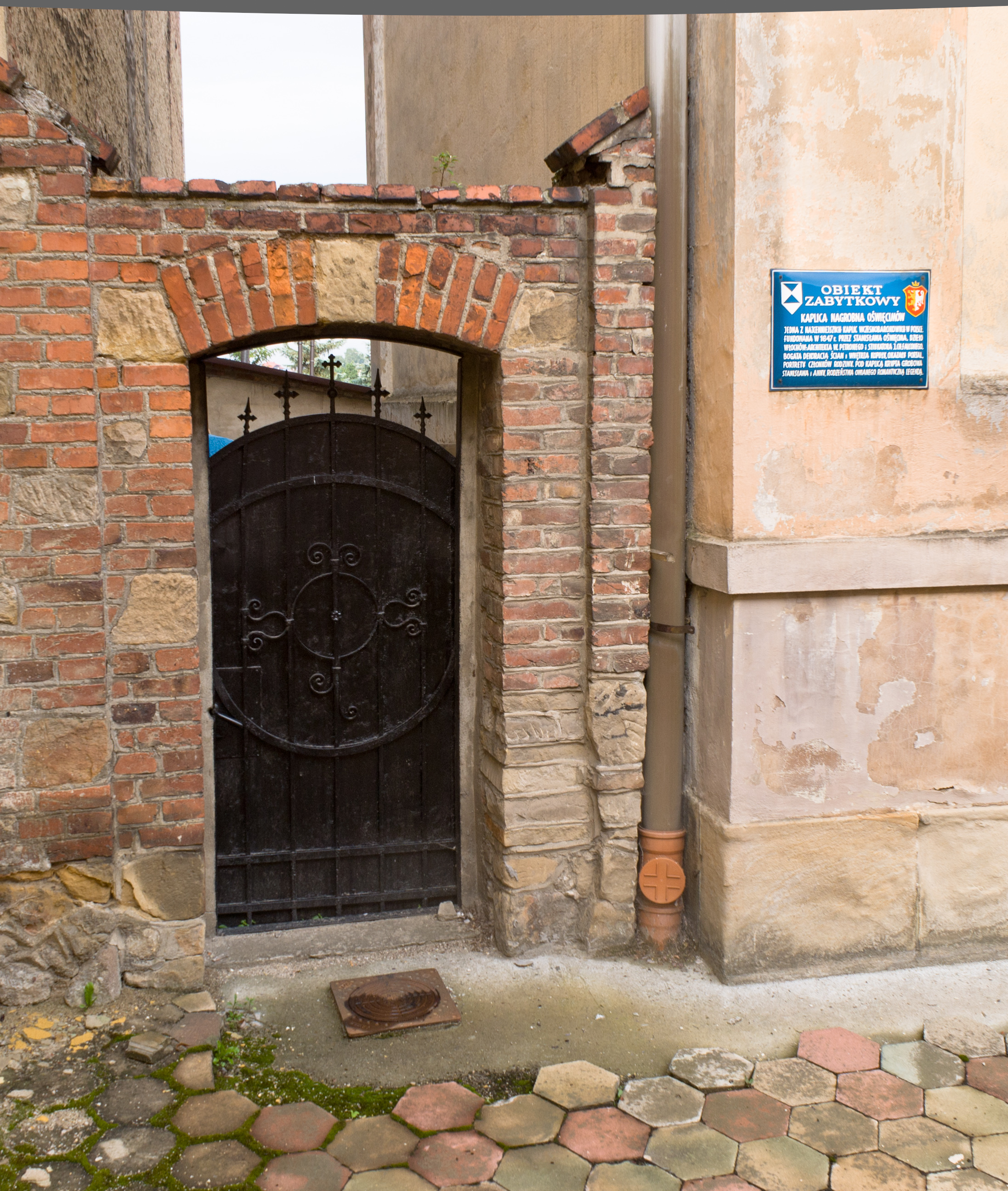
Wejście do kaplicy Oświęcimów
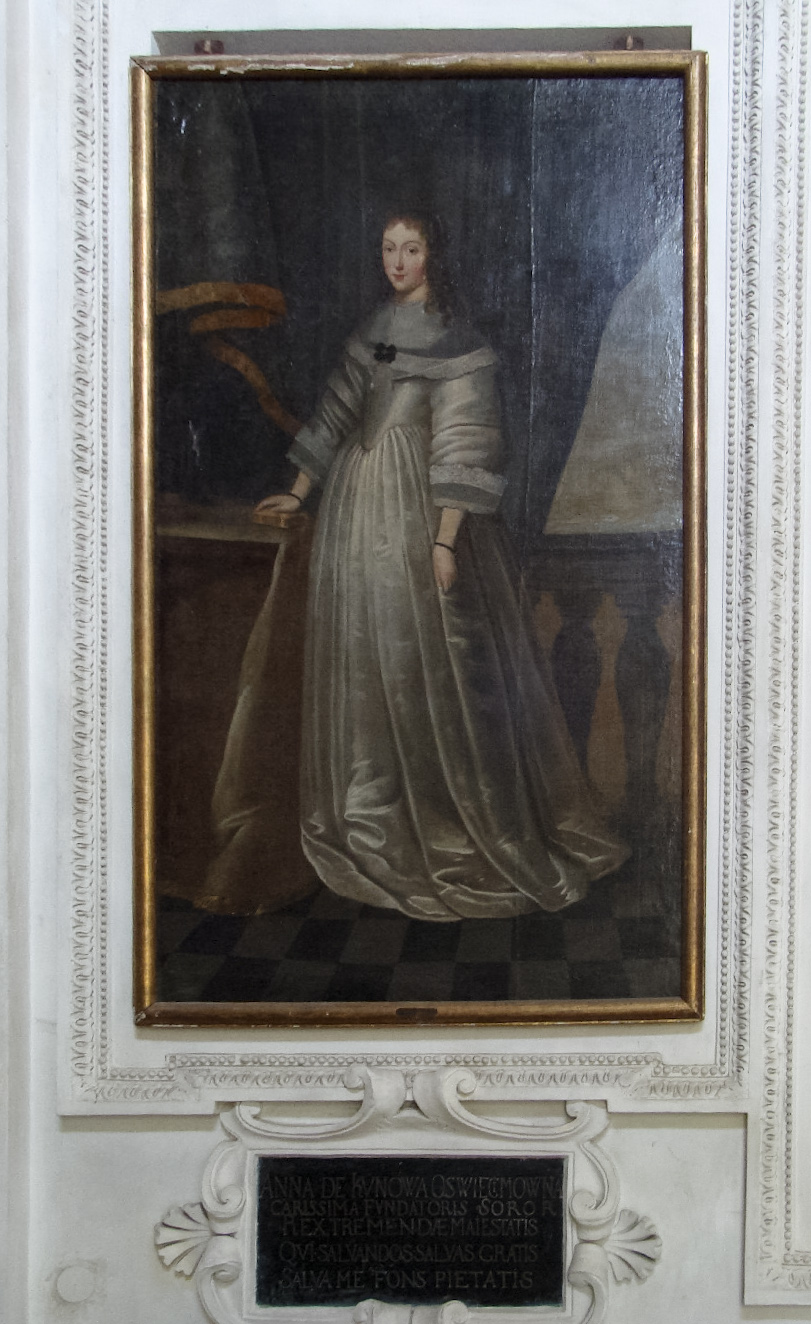
Portret Anny Oświęcimówny
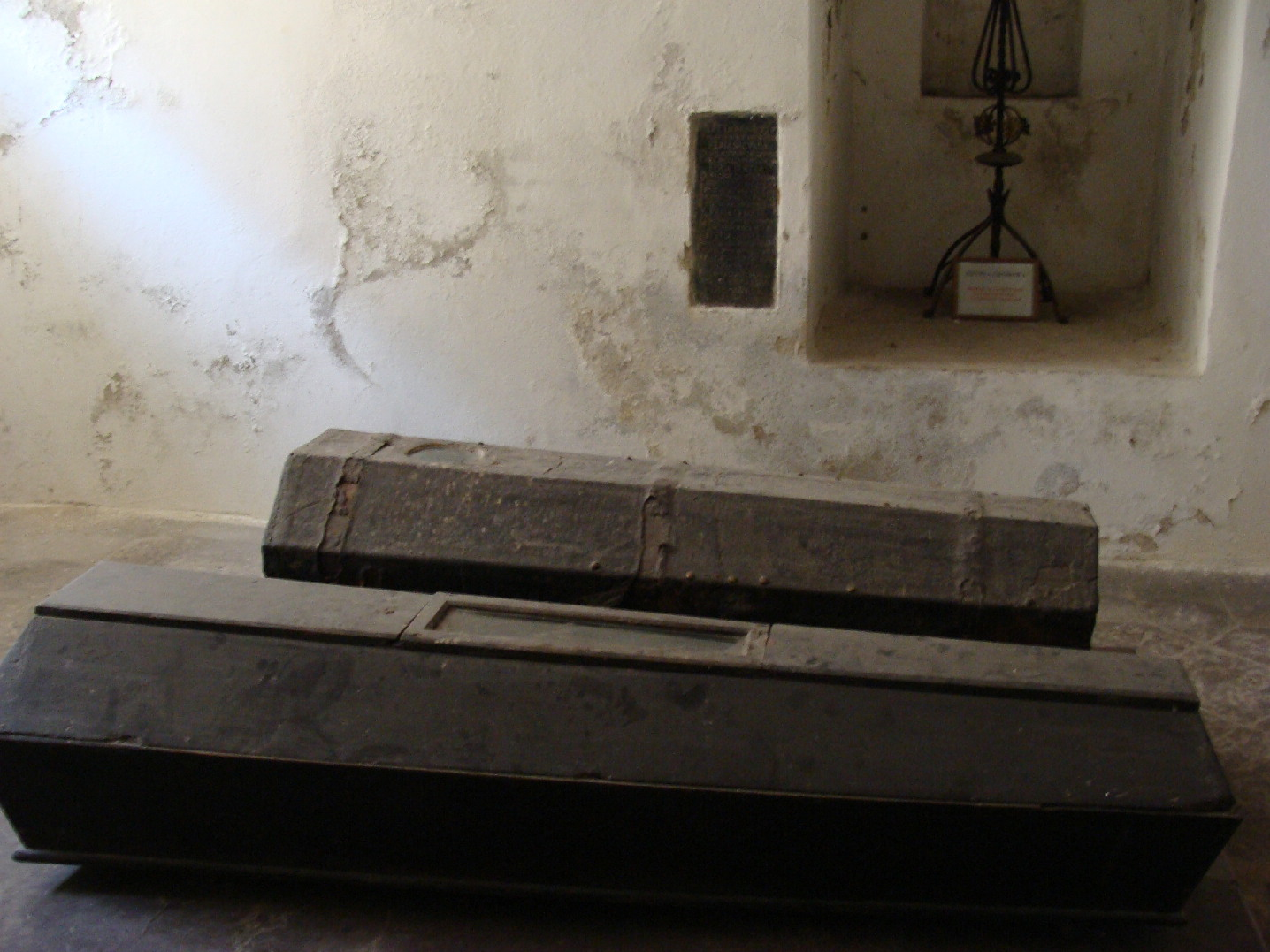
Trumny Anny i Stanisława w krypcie kaplicy Oświęcimów